# Hermanos y hermanas
Hermanos y hermanas es una serie de televisión colombiana producida por Vista Productions para RCN Televisión. Está basada en la serie televisiva estadounidense Brothers & Sisters, de la cadena ABC. Protagonizada  por un reparto coral conformado por Helena Mallarino, Verónica Orozco, Patrick Delmas, Marcela Agudelo, Juan Fernando Sánchez, Andrés Toro, Natasha Klauss, Katherine Vélez y Jairo Camargo, entre otros.

## Sinopsis
Guillermo Soto es el hombre perfecto para su familia; lo que no saben es que, durante 20 años, les ha ocultado un romance extramatrimonial. Él se ha destacado por ser trabajador, entregado y comprometido con las necesidades de su hogar.
Lo que más admiran sus hijos es la dedicación que tiene para con su esposa porque, a pesar de los años que llevan juntos, el amor se ve cada vez más sólido, pues según él y su esposa, la confianza y la sinceridad han sido los pilares para un matrimonio duradero e incondicional. 
Todo cambiará cuando su familia se entere de la infidelidad que tanto oculta.

## Reparto
- Helena Mallarino - Nora Matiz de Soto
- Verónica Orozco - Catalina Soto Matiz
- Patrick Delmas - Alejandro Duval
- Marcela Agudelo - Sofía Vásquez
- Raúl Ocampo - Gonzalo Restrepo
- Juan Fernando Sánchez - Camilo Soto Matiz[3]
- Andrés Toro - Tomás Soto Matiz
- Jimmy Vásquez - Carlos Villegas
- Katherine Vélez - Consuelo Álvarez
- Natasha Klauss - Sara Soto Matiz de Estrada
- José Restrepo - Lucas Soto Matiz
- Jairo Camargo - Saúl Matiz
- Estefanía Godoy - Rebeca Soto Álvarez[4]
- Ángela Vergara - Luisa Valencia
- Rashed Estefenn - Martín Arboleda
- Juan Pablo Puerta - Jeison
- Alberto Pujol - Emilio Rubio
- Estefanía Borge - Victoria "Vicky" de Soto
- Estefany Escobar - Jimena Forero
- Francisco Restrepo - Sebastián Duval Valencia
- Dylan Fuentes - Rodrigo "Rodri" Plomo
- María Cirstina Pimiento - Isabel
- Adriana Silva - Julia López
- Merena Dimont
- Mila Villamizar
- Rodrigo Candamil - Juan Carlos Estrada
- Luis Fernando Montoya - Guillermo Soto
- Laura Torres - Maria Paz Estrada Soto
- Susana Posada - Tatiana Mejía
- Diego Peláez - Manuel
- Julián Orrego - Felipe Plomo Villegas
- Catalina Londoño - Elsa María
- Felipe Correa
- Sandy Suárez